# 李峻嘉
李峻嘉（Lee Chun-Chia，1993年5月11日—），臺灣臺南市人，臺灣足球運動員，目前效力於台灣企業甲級足球聯賽台電足球隊，於足球場上司職後衛。

## 生平
李峻嘉出生於臺灣臺南縣（今縣市合併後為臺南市），國中時期李峻嘉就讀佳里國中，於在校期間加入佳里國中足球校隊，與日後同樣入選過中華台北男子足球代表隊成員的溫智豪、陳威全為同屆隊友。李峻嘉曾於2006年足球嘉年華代表佳里國中出賽，其出色的表現讓他與同隊的池金宗、林建勛、陳威全、許原彰等人獲得佳里五虎的稱號，最終決賽面對臺北縣（今升格為新北市）海山國中取勝，獲得該屆足球嘉年華冠軍，以及取得同年6月30日至7月4日於德國柏林舉辦的「adidas Challenge足球世界杯」參賽資格。
李峻嘉國中畢業後考取國立北門高級中學就讀，同樣也加入北門高中足球校隊，卻因當時北門高中足球校隊球員眾多，足球潛力尚未發揮的李峻嘉只能負責場上錄影的工作，從而短暫陷入低潮，直到高中二年級下學期開始，李峻嘉的足球能力開始受到關注，逐漸有機會排入北門高中出賽的先發名單內。爾後李峻嘉更隨北門高中足球校隊獲得全國青年盃足球賽4連霸佳績，並被任命為校隊副隊長。
大學時期李峻嘉北上考取擁有大專足球勁旅的銘傳大學就讀，同樣加入該校足球校隊，並於大學三年級時正式成為銘傳大學足球校隊隊長。103學年度UFA大專足球聯賽李峻嘉率領銘傳大學足球校隊出賽公開男一級賽事，最終獲得該屆賽事殿軍，同時也是李峻嘉大學生涯最後一場UFA大專足球聯賽。

## 職業生涯

### 俱樂部
2015年李峻嘉自銘傳大學畢業，為完成中華民國兵役義務，以體育替代役的形式短暫加入國訓足球隊效力，背號20號。目前李峻嘉完成兵役加入台灣企業甲級足球聯賽中擁有南霸天之稱的台電足球隊效力。

### 國家隊
李峻嘉曾獲選過中華台北U22國家代表隊成員，並多次入選中華台北男子足球代表隊的集訓大名單與23人出賽名單，目前暫無上場紀錄。

## 榮譽

### 團隊
- 台灣企業甲級足球聯賽亞軍 - 2017年

## 資料來源
1. 1 2 3 4  . 足巢.   [2018-08-15]. （原始内容存档于2017-01-13） （中文（臺灣））.
2. 1 2  黎建忠. . 大紀元. 2006-03-25  [2018-08-15]. （原始内容存档于2016-03-04） （中文（臺灣））.
3. 1 2 3  張克銘. . ETtoday新聞雲. 2014-02-26  [2018-08-15]. （原始内容存档于2020-08-05） （中文（臺灣））.
4. ↑  李文生. . NOWnews. 2010-12-09  [2018-08-15] （中文（臺灣））.
5. ↑  游本源. . SSU大專學生運動網. 2015-04-09  [2018-08-15]. （原始内容存档于2018-09-12） （中文（臺灣））.
6. ↑  李晉緯. . 中央通訊社. 2018-06-28  [2018-08-15]. （原始内容存档于2018-09-12） （中文（臺灣））.
7. ↑  葉姵妤. . Yahoo奇摩運動. 2015-09-24  [2018-08-15]. （原始内容存档于2018-09-12） （中文（臺灣））.
8. ↑  林旻燁. . 中華民國足球協會. 2015-02-13  [2018-08-15]. （原始内容存档于2015-07-09） （中文（臺灣））.